# Лимберг, Александр Александрович
Алекса́ндр Алекса́ндрович Ли́мберг (1894—1974) — советский врач, член-корреспондент АМН СССР, лауреат Сталинской премии.

## Биография
Родился 24 января (5 февраля) 1894 года в Петербурге. Сын Лимберга Александра Карловича — первого русского профессора стоматологии.
В 1916 году окончил зубоврачебную школу Вонгле, в 1919 году — Военно-медицинскую академию. В летние месяцы 1915, 1916 и 1917 годах работал практикантом в лазарете челюстно-лицевых раненых в Петрограде, в перевязочном отряде 80-й пехотной дивизии, в 114-м передовом отряде Красного Креста и Бухарестском одонтологическом лазарете на Юго-Западном фронте.
С открытия 1 апреля 1918 года Стоматологического института при Военно-медицинской академии занимал в нём должность зубного врача-ординатора.
В 1924 году утвержден в звании профессора и в должности заведующего кафедрой II Ленинградского медицинского института и только что организованного челюстно-лицевого отделения Ленинградского института травматологии и ортопедии.
В 1935—1974 годах зав. кафедрой челюстно-лицевой хирургии Ленинградского института усовершенствования врачей.
Одновременно в 1943—1945 годах профессор кафедры челюстно-лицевой хирургии Ленинградского педиатрического медицинского института, а с 1946 по 1956 год зав. кафедрой хирургической стоматологии Ленинградского медицинского стоматологического института.
В 1927 году впервые в русской специальной литературе на основе личной практики предложил методы закрепления отломков при переломах челюстей. Написал раздел «повреждения скелета и мягких частей лица и полости рта» в руководстве А. Л. Поленова «Основы практической травматологии».
В 1928 году в журнале «Одонтология и стоматология» впервые описал применение встречных треугольных лоскутов с целью устранения рубцовых складок и тяжей.
В 1938—1939 годах двумя изданиями вышел первый в СССР учебник по хирургической стоматологии А. А. Лимберга и П. П. Львова.
Затем были изданы книги Лимберга «Шинирование при переломах челюстей» (1940) и «Огнестрельные ранения лица и челюстей и их лечение» (1941).
В годы Великой Отечественной войны предложил стандартную шину-ложку для транспортной иммобилизации верхней челюсти, крючок для вправления отломков скуловой кости.
Скончался в 1974 году. Похоронен в Ленинграде на Большеохтинском кладбище.
Дочь — Алла Лимберг.

## Научная деятельность
Автор 150 научных работ, автор и соавтор 2 учебников по хирургической стоматологии и 10 монографий и руководств. Последняя монография — «Планирование местно-пластических операций», издана в 1963 году.
Под его руководством защищено 9 докторских и 36 кандидатских диссертаций.

## Награды и звания
Доктор медицинских наук, профессор. Член-корреспондент АМН СССР (1946).
Сталинская премия 1948 года — за монографию «Математические основы местной пластики на поверхности человеческого тела», написанную им в блокадном Ленинграде.
Заслуженный деятель науки РСФСР (1968). Награждён орденами Ленина, Трудового Красного Знамени (17.04.1940, «за успешную работу и проявленную инициативу по укреплений обороноспособности нашей страны»), Отечественной войны и медалями.

## Память
Имя присвоено кафедре челюстно-лицевой хирургии и хирургической стоматологии СЗГМУ им. И. И. Мечникова.